# Grote Scheldeprijs 1958
Il Grote Scheldeprijs 1958, quarantaquattresima edizione della corsa, si svolse il 29 luglio per un percorso con partenza ed arrivo a Schoten. Fu vinto dal belga Raymond Vrancken della squadra Libertas-Dr. Mann davanti ai connazionali Frans Van Looveren e Jozef Van Bael.

## Ordine d'arrivo (Top 10)
| Pos. | Corridore          | Squadra                        | Tempo |
| ---- | ------------------ | ------------------------------ | ----- |
| 1    | Raymond Vrancken   | Libertas-Dr. Mann              |       |
| 2    | Frans Van Looveren | Cali Broni-Girardengo-Libertas |       |
| 3    | Jozef Van Bael     | Libertas-Dr. Mann              |       |
| 4    | Juul Mertens       | Libertas-Dr. Mann              |       |
| 5    | Jozef Schils       | Faema-Guerra                   |       |
| 6    | Jozef Mariën       | Libertas-Dr. Mann              |       |
| 7    | Marcel Rijckaert   | Dossche Sport                  |       |
| 8    | Victor Wartel      | Van Eenaeme-Coppi              |       |
| 9    | Yvo Molenaers      | Groene Leeuw-Leopold           |       |
| 10   | Piet Maas          |                                |       |